# South Eliot (Maine)
South Eliot is een plaats (census-designated place) in de Amerikaanse staat Maine, en valt bestuurlijk gezien onder York County.

## Demografie
Bij de volkstelling in 2000 werd het aantal inwoners vastgesteld op 3445.

## Geografie
Volgens het United States Census Bureau beslaat de plaats een oppervlakte van 19,7 km², waarvan 18,6 km² land en 1,1 km² water.

## Plaatsen in de nabije omgeving
De onderstaande figuur toont nabijgelegen plaatsen in een straal van 12 km rond South Eliot.